# Nyländska Jaktklubben

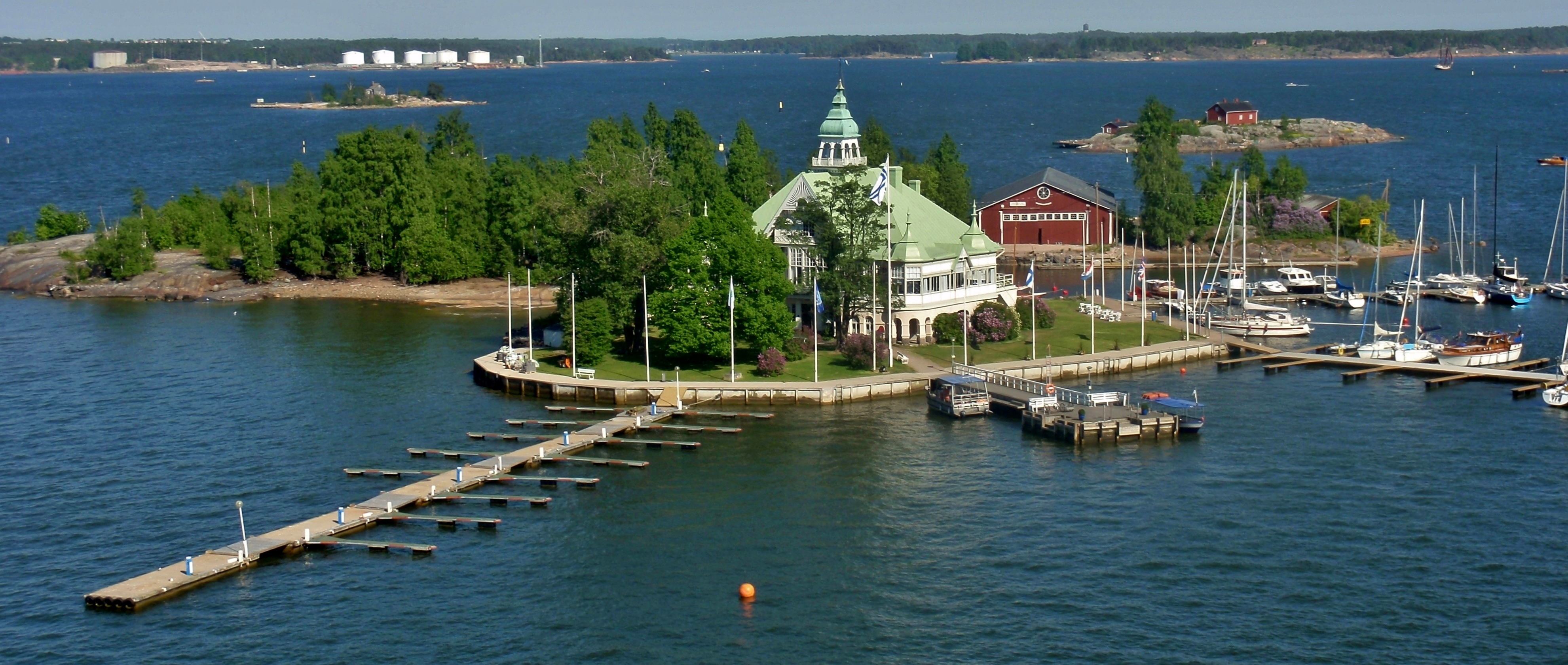
Clubhaus und Hafen von Nyländska Jaktklubben auf der Insel Blekholmen vor dem Südhafen.

Nyländska Jaktklubben (schwedisch, „Nylands Yachtclub“), abgekürzt NJK, ist ein finnlandschwedischer Segelverein in Helsingfors (finnisch Helsinki), der 1861 im damaligen Großfürstentum Finnland gegründet wurde. Es ist der älteste registrierte Sportverein Finnlands. Mit heute über 2800 Mitgliedern und etwa 700 registrierten Booten ist es der größte Segelverein im Land.
Die Vereinslagen befindet sich auf den Inseln Blekholmen (Valkosaari) im Stadtzentrum vor dem Südhafen und Björkholmen (Koivusaari) im Stadtteil Drumsö (Lauttasaari). Vorsitzender (schwedisch Kommodor) ist Casper Grönblom (2023).
NJK ist Mitglied im nationalen Segelverband (schwedisch Segling och Båtsport i Finland), in nationalen Zentralverband für finnlandschwedischen Sport Finlands Svenska Idrott und seit 2011 im International Council of Yacht Clubs.

## Geschichte
Der Name Nyländska Jaktklubben (wörtlich „Der Nyländische Yachtclub“) ist Schwedisch, bis heute die einzige offizielle Vereinssprache. Das Attribut Nyländsk(a) im Namen bezieht sich auf die südfinnische Provinz Nyland (finnisch Uusimaa), in der die Stadt Helsingfors (Helsinki) liegt. Das Hauptwort „Yachtclub“ – statt „Segelclub“ oder „Segelverein“ – wurde nach von russisch jacht-klub (яхт-клуб) geprägt.
NJK erhielt eine offizielle Satzung am 4. März 1861, demselben Jahr, in dem der Verein gegründet wurde. (Er ist Finnlands ältester registrierter Segelverein, weil Segelföreningen i Björneborg zwar 1856 gegründet, jedoch erst einige Jahre nach NJK offiziell registriert wurde.) Die Satzung wurde durch Zar Alexander II. genehmigt. Sein Bruder, der Großfürst Konstantin Nikolajewitsch Romanow, stand der Einweihungszeremonie vor. In den vom Zaren 1861 bestätigten Statuten wurde auch die erste Vereinsflagge definiert. Sie basierte auf der Flagge des Kaiserlichen Yachtclubs Newa in St. Petersburg: In der oberen inneren Ecke eines blauen Kreuzes auf weißem Grund befand sich das Wappen der Provinz Nyland. Die aktuelle Flagge, die 1919 eingeführt wurde, ist die vierte Version des Originals.

### Der Ursprung von Finnlands Nationalflagge
Die heute von Mitgliedern finnischer Segelvereine auf ihren Booten geführten Stander und Seeflaggen unterscheiden sich nur wenig von der Nationalflagge des Landes. Dabei war es die Flagge der Segler, aus der schließlich die Flagge Finnlands hervorging und nicht umgekehrt. Die erste entsprechende Flagge in Finnland führte Nyländska Jaktklubben 1861. Segelföreningen i Björneborg, früher gegründet aber erst später mit offizieller Satzung, führt eine entsprechende Flagge seit 1866.
Laut einer kaiserlichen Verordnung von 1890 mussten schließlich alle Segelvereine im Russischen Imperium eine weiße Flagge mit gedrehtem lateinisches Kreuz in Blau führen, so wie bereits die Lotsengesellschaft und der Kaiserliche Yachtclub St. Petersburg (und ähnlich wie die Marineflagge der Russischen Seekriegsflotte mit einem blauen Andreaskreuz). In der inneren oberen Ecke sollte das Wappen der Stadt oder Provinz des Vereins stehen. Da die Mehrheit der Segelvereine im Russischen Imperium im damaligen Großfürstentum Finnland aktiv waren und finnische Segler zahlreich im Ostseeraum unter ihrer blauweißen Kreuzflagge fuhren, wurde dieses ursprünglich russische Symbol zu einem starken Nationalsymbol im autonomen finnischen Teil des Imperiums und fungierte bereits am Anfang des 20. Jahrhunderts über den Segelsport hinaus als inoffizielle Nationalflagge von Finnland.
Aufgrund der internationalen Verbreitung der finnischen „Blaukreuzflagge“ beschloss Russlands Seefahrtsministerium am 18. Januar 1910, während der sogenannten Russifizierungsperiode, dass alle Vereinsflaggen in der inneren oberen Ecke die Russische Trikolore zu führen haben und das Wappen in die Ecke darunter zu verschieben ist. Diese Flagge, in Finnland abwertend als „Sklavenflagge“ bezeichnet und oft durch einen einfachen blauweißen Wimpel ersetzt, wurde am 23. Juni 1910 am NJK-Mast gehisst. Die Flagge blieb bis zur Februarrevolution 1917 in Gebrauch, als NJK auf einer außerordentlichen Mitgliederversammlung am 3. Mai seine vorherige Flagge wieder einführte.
Als die Finnische Unabhängigkeitserklärung Ende 1917 ausgearbeitet wurde, fiel die Wahl der Nationalflagge auf die bereits populäre „Blaukreuzflagge“ der Segelvereine, die per Gesetz am 29. Mai 1918 als offizielles Symbol der neuen Republik Finnland eingeführt wurde. Auf Initiative von NJK und dem 1906 gegründeten nationalen Segelverband (heute Suomen Purjehdus ja Veneily / Segling och Båtsport i Finland) wurde etwas später auch eine neue Regel für die Flaggen von Segelvereinen ausgearbeitet. Sie trat am 18. Februar 1919 in Kraft und besagt, dass auf dem „Blaukreuz“ ein dünnes weißes Kreuz liegt und das Wappen des jeweiligen Vereins (statt Provinz- oder Stadtwappen) die innere obere Ecke füllt. NJK behielt dabei das Wappen von Nyland als Vereinswappen bei. Zur Feier der Unabhängigkeit und der neuen Regel für Seglerflaggen stiftete NJK am 18. Mai 1919 den „Goldpokal“ und richtete zum ersten Mal diesen internationalen Segelwettbewerb aus.
In den folgenden Jahrzehnten wurde die Notwendigkeit von speziellen Flaggen für Segel- und andere Bootsvereine mehrmals zur Diskussion gestellt. Unter Berücksichtigung der besonderen Geschichte der „Blaukreuzflagge“ und der Regelungen anderer Seefahrtsnationen für nationale Seeflaggen auf Freizeitbooten wurde die alte Regel für die Flaggen von Segelvereinen auch im überarbeiteten „Gesetz über die Flagge Finnlands“ von 1978 beibehalten.

Erste Flagge von NJK 1861–1900
Zweite Flagge von NJK 1900–1910 und 1917–1919
Dritte Flagge von NJK 1910–1917
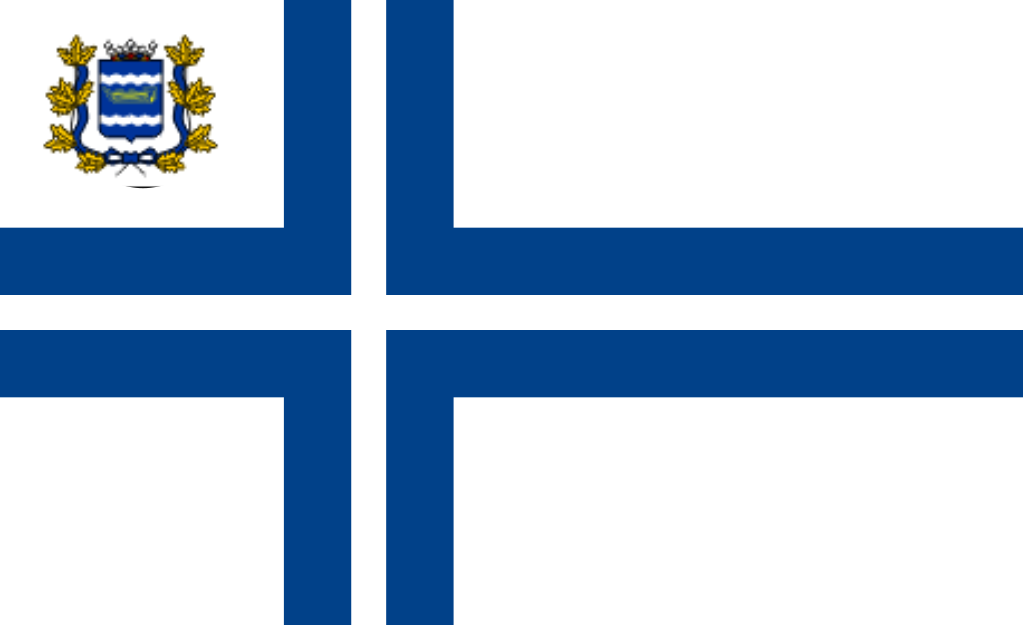
Heutige Flagge von NJK seit 1919

### Geschichte der Clubanlagen

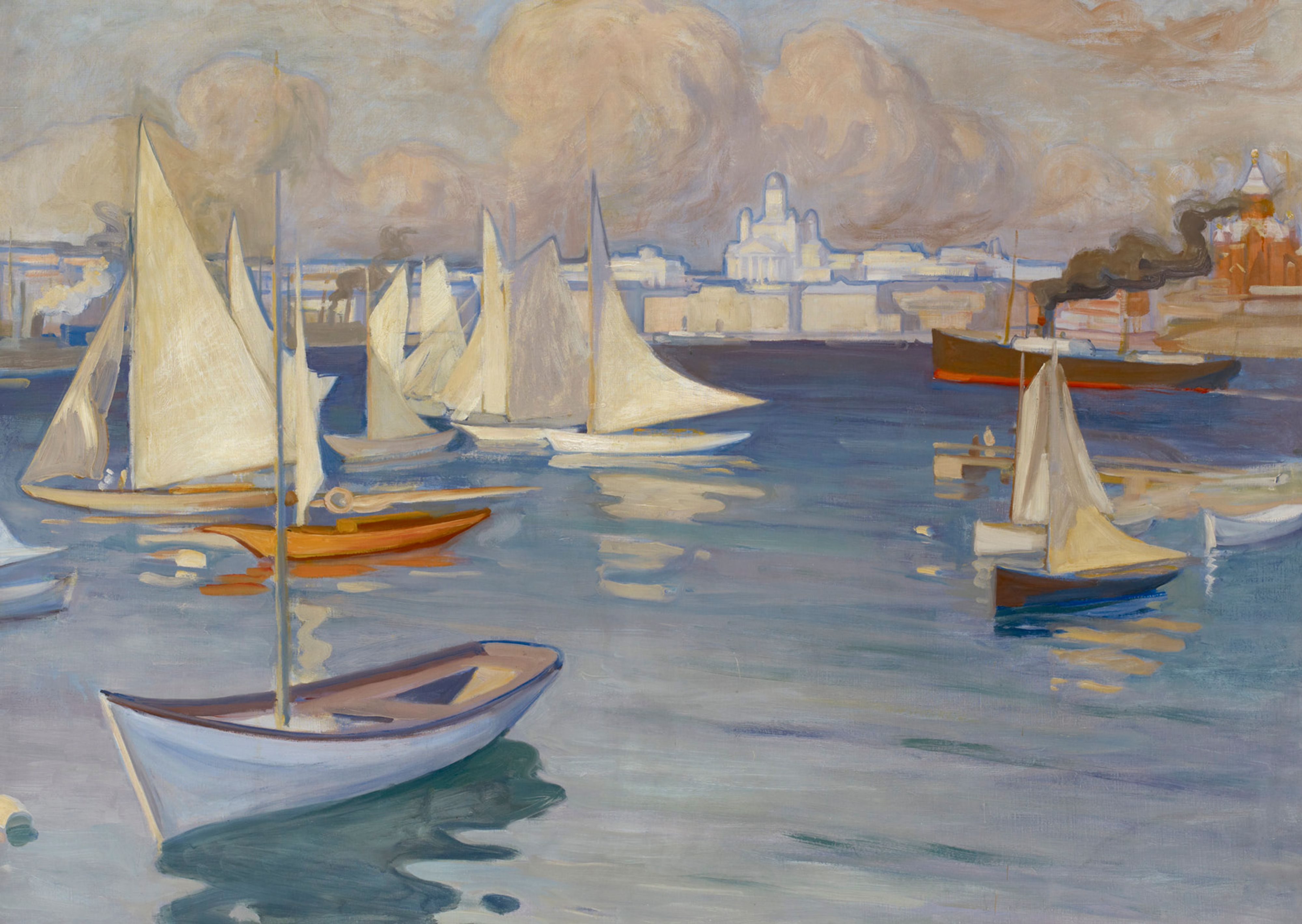
„Der Bootshafen von Nyländska Jaktklubb in Helsingfors“, Gemälde von Albert Edelfelt 1899.

Am Anfang hatte der Verein keinen eigenen Bootshafen. 1881 wurde ein Hafen auf der Insel Mössenholmen (Vehkasaari) südlich des reichen Vororts Westend angelegt, und ein Jahr später dort auch ein Vereinsheim eingeweiht. Die Insel gehörte dem Unternehmer Paul Sinebrychoff, der das Grundstück für 50 Jahre verpachtete. Ohne Steganlagen und Bootswerft war Mössenholmen als Vereinshafen jedoch nicht gut geeignet, außerdem wollte man das Vereinsheim näher an die Stadt umziehen. Als Lösung kam die Insel Blekholmen in Frage, die von NJK bis heute genutzt wird. Nicolas Sinebrychoff (Paul Sinebrychoffs Sohn) verpachtete die Insel und machte den Umzug des alten Vereinsheims dorthin möglich. Auf der Jahreshauptversammlung am 30. Mai 1885, auf der er dem Club das umgezogenen Vereinsheim überließ, wurde Nicolas Sinebrychoff zum Kommodor gewählt.
Das heutige Gebäude auf Blekhomen, eine von den Architekten Gustaf Estlander und John Settergren (Estlander & Zettergren) entworfene Pavillon-ähnliche Villa mit Spitzdach, ersetzt den ursprünglichen Vereinspavillon. Es wurde am 31. August 1900 eingeweiht und beherbergt heute ein öffentliches und während der Sommersaison geöffnete Restaurant. Die Hafenanlagen mit 125 Liegeplätzen dienen heute sowohl als Bootsplätze für Mitglieder sowie als Marina der Stadt Helsinki. Jährlich besuchen etwa 500 Gastboote die Anlage.
Ein weiterer Bootshafen mit Clubhaus wurde 1982 auf der Insel Björkholmen im Westen des Stadtteils Drumsö (Lauttasaari) eingeweiht. Hier befindet sich das Segelzentrum sowie ein Hafen mit Liegeplätzen für etwa 200 Yachten sowie Platz für die Winterlagerung von Booten. The Clubhaus ist das gesamte Jahr geöffnet. Dort befindet sich das Vereinsbüro, ein kleines Café für Mitglieder sowie Räumlichkeiten für Feste und andere Veranstaltungen.
Vereinsmitglieder können heute außerdem Außenhäfen auf Kajholmen im Schärengarten von Sibbo, auf Norra Högholmen in Porkala, Munckshamn im äußeren Schärengarten von Ekenäs sowie im Schärenmeer auf der Insel Ramsskär in Hitis nutzen. Diese Anlagen, die jeweils einen Segeltag voneinander entfernt liegen, dienen vor allem den Fahrtenseglern des Vereins.

## Aktivitäten
Laut der ursprünglichen Version von NJKs Vereinssatzung konnte „jeder Einwohner in Finnland, der ein Boot besitzt, in den Club eintreten, wenn das Komitee [wie der Verstand bis 1906 genannt wurde] das Boot zuließ“. Jedoch wurde diese Regel bereits 1868 geändert und Mitglieder ohne eigenes Boot wurden ebenfalls aufgenommen.

### Wettkampfsegeln
Der Verein hat im Laufe seiner Geschichte drei bekannte Segeltrophäen gestiftet: 1885 Sportklubbens pokal („Pokal des Sportclubs“) für einen Wettkampf zwischen einheimischen Segelvereinen, 1886 den Sinebrychoff Challenge Cup für Segelclubs aus dem Ostseeraum und 1919 Guldpokalen („Goldpokal“) für internationale Wettkämpfe.
Heute betreibt NJK eines der größten Segelzentren in Finnland, in dem Sportsegeln auf unterschiedlichen Niveaus betrieben wird, von Anfängerkursen bis zum professionellen Wettkampftraining. Das Zentrum besitzt besonders Kielboote der Klassen SM40, J/80 und 606er sowie Jollen der Klassen Optimist, Zoom8 und RS Vision.
Das Wettkampfsegeln ist von Anfang an eine zentrale Aktivität von Mitgliedern des NJK. Olympiamedaillisten des Clubs sind:
- 1912 Arthur Ahnger, Emil Lindh, Bertil Tallberg, Gunnar Tallberg, Georg Westling (8-Meter-Klasse, Rudergänger B. Tallberg)
- 1912 Max Alfthan, Erik Hartvall, Jarl Hulldén, Sigurd Juslén, Ernst Krogius, Eino Sandelin, John Silén (12-Meter-Klasse, Rudergänger Krogius)
- 1980 Georg Tallberg zusammen mit Jouko Lindgren (470er, Rudergänger Tallberg)

Unter den bekannten Olympioniken des Clubs sind weiterhin Gustaf Estlander 1912, Gunnar Grönblom 1936, Peter und Henrik Tallberg sowie Johan Gullichsen 1964, Peter und Johan von Koskull 1984, Bettina und Annika Lemström 1988 sowie Petri Leskinen 1992 und 1996. Bei fast allen bisherigen Olympiaden sind Mitglieder von NJK gestartet.
Auch bei großen internationalen Yacht-Regatten starten regelmäßig Schiffe von NJK. Bei Segelregatten um die Welt bekannt geworden sind zum Beispiel die Yachten Union Bank of Finland von Ludvig „Ludde“ Ingvall und Fazer Finland von Michael „Mikki“ Berner (beide The Whitbread Round the World Race) und Belmont of Finland von Harry „Hjallis“ Harkimo (BOC Challenge).

### Breitensport
Auch wenn der Club von Anfang an stark auf Wettkampfsegeln setzt, ist die Mehrheit seiner Mitglieder mehr an Fahrtensegeln interessiert.

## Personen

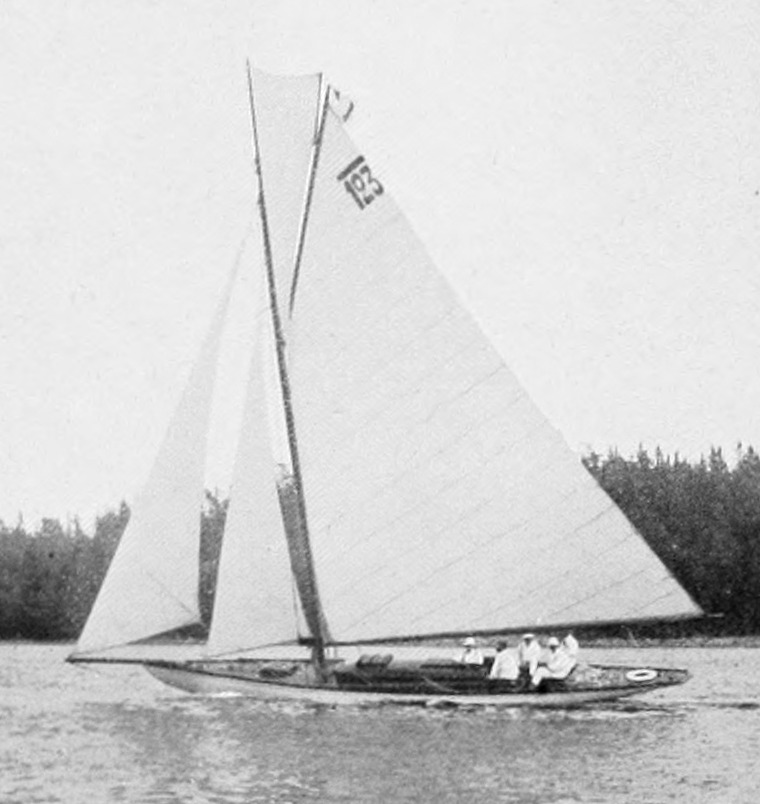
Die Besatzung der Yacht Lucky Girl, eine der ersten in Finnland gebauten Yachten der 8-Meter-Klasse, gewann während der Spiele der V. Olympiade 1912 eine der ersten olympischen Medaillen für Finnland im Segeln.

Unter den ehemaligen Kommodores sind Nicholas Sinebrychoff, Ernst Krogius, Henrik Ramsay und Birger Krogius.

### Lucy Gunvor Tallberg (Lucky Girl)
Lucy Gunvor Tallberg (1908–1988) war mit 3 Jahren die wohl jüngste Eignerin einer 8mR-Yacht in der Geschichte. Mit ihrem Los gewann sie 1910 ein von William Fife III. gezeichnetes Lotterieboot, das NJK bei der Werft Åbo Båtvarf (später mit finnisch-schwedischem Namen Turun Veneveistämö – Åbo Båtvarf) gekauft hatte. Die Yacht wurde ihrem Vater, Gunnar Tallberg, übergeben, der sie Lucky Girl taufte. In der Folge befand sich Lucky Girl im Familienbesitz der Tallbergs und wurde auf Fahrten und Regatten gesegelt. Der Kauf von Lotteriebooten durch Segelvereine war lange Zeit üblich, um die eigene Flotte zu vergrößern und gleichzeitig die verschiedenen seit 1906 existierenden Renn-Yachten der R-Klassen (neben 8mR auch 5mR, 6mR und 12mR) populärer zu machen.
1912 gewann die Crew der Lucky Girl – darunter Lucy Tallbergs Vater und ihr Onkel – eine Bronzemedaille bei den Olympischen Sommerspielen.